# Тамайо, Хосе Луис
Хосе Луис Тамайо Теран (исп. José Luis Tamayo Terán; 29 июля 1858, Чандуй, провинция Гуаяс, Эквадор — 7 июля 1947, Гуаякиль) — политический, государственный, общественный деятель Эквадора, 20-й президент Эквадора (1920—1924), сенатор, президент Национального конгресса Эквадора. Юрист, журналист, редактор. Мэр Гуаякиля (1939—1940).

## Биография
Окончил колледж Сан-Висенте в Гуаякиле. Преподавал латынь, занимался журналистикой, репортёром сотрудничал с несколькими газетами. Редактировал в La Nación (1879), Los Andes (1886), Diario de Avisos (1887), La Opinión Pública (1888), Revista Literaria и La Reforma (1889).
В 1883 году стал юристом. Некоторое время работал министром внутренних дел при президенте Э. Альфаро, но подал в отставку из-за разногласий с ним по вопросам защиты права на свободу прессы.
Политик, член эквадорской радикальной либеральной партии. В 1898 году был избран председателем Палаты депутатов, а в 1905 году — президентом Сената Эквадора. Тамайо — последний президент Эквадора, который завершил полный срок своих полномочий.
Период его правления на посту Президент Эквадора (1920—1924) характеризовался стимулированием эквадорской экономики (экспорт какао, лёгкая промышленность), которое способствовало росту среднего класса и развитию городов. Одним из действий Тамайо на посту президента страны было обнародование первых указов Эквадора, касавшихся нефтяной промышленности, хотя этот закон не имел практического эффекта. Принимал активное участие в установлении налоговых сборов для финансирования программ по борьбе с распространением венерических заболеваний среди проституток Кито.
Умер от инсульта.